# Mexigonus minutus
Espèce
Synonymes
- Sidusa minuta F. O. Pickard-Cambridge, 1901
- Sidusa albida F. O. Pickard-Cambridge, 1901

Mexigonus minutus est une espèce d'araignées aranéomorphes de la famille des Salticidae.

## Distribution
Cette espèce se rencontre aux États-Unis au Texas, au Nouveau-Mexique, en Arizona et en Californie et au Mexique,.

## Description
Le mâle holotype mesure 5 mm.

## Publication originale
- F. O. Pickard-Cambridge, 1901 : Arachnida - Araneida and Opiliones. Biologia Centrali-Americana, Zoology. London, vol. 2, p. 193-312 (texte intégral).